# Stade Français Club Athlétique des Sports Généraux
O Stade Français Club Athlétique des Sports Généraux é um clube polidesportivo da cidade de Paris, na França, fundado em 1883.
Seu departamento mais proeminente na atualidade é o de rugby union. Seu setor de futebol, criado em 1900, relativamente distante do rebaixamento, chegou a ter certa expressão, mas há décadas encontra-se nas mais baixas divisões do campeonato francês.

## Futebol

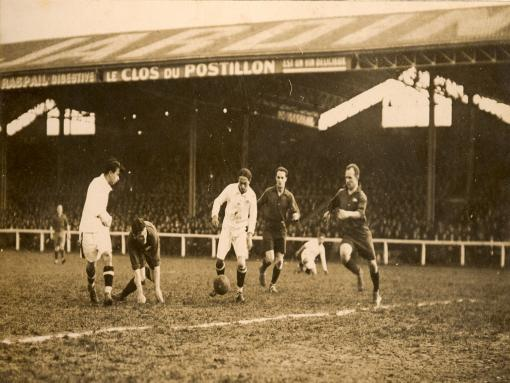
O time de futebol do Stade Français recebendo o Paulistano, em amistoso de 1925 que integrou viagem do time de Artur Friedenreich (prestes a chutar a bola) à Europa.

O Stade Français foi um dos pioneiros na organização do futebol francês, juntamente com o vizinho Racing Club de France,[carece de fontes?] com quem formava a trinca futebolística parisiense, ao lado do Red Star, clube fundado por Jules Rimet.
No futebol, seus logros resumiram-se basicamente a competições regionais da Île-de-France, nos anos 20 e 30 do século XX;[carece de fontes?] ao título da temporada 1927-28  da Division d'Excellence, a principal do campeonato francês amador, anterior à adoção da Ligue 1 (na temporada 1932-33); e ao título da segunda divisão francesa na temporada 1951-52.[carece de fontes?]
O clube faz parte de capítulos celebrados dos dois primeiros clubes brasileiros a excursionarem pela Europa: foi derrotado em excursões do Paulistano, em 1925, por 7-1,[carece de fontes?] após ter sido o patrocinador da viagem do clube de Friedenreich; e, por 2-1, pelo Atlético Mineiro, em 1950, sendo o último adversário da turnê que renderia ao alvinegro o título simbólico de "Campeão do Gelo".
Embora tenha vencido o campeonato de 1927-28 e sido duas vezes semifinalista da Copa da França no fim da década de 1920 (em 1926 e em 1928), o clube não esteve entre os fundadores da Ligue 1, passando a década de 1930 entre a terceira e a quarta divisões. Seu futebol só veio a ser profissionalizado na temporada 1945-46, permitindo-lhe adentrar na segunda divisão. Treinado pelo jovem Helenio Herrera, ele próprio ex-jogador do clube nas divisões de acesso na década de 1930, o clube subiu imediatamente à elite como segundo colocado no grupo norte. As melhores campanhas na Ligue 1 se deram em seguida, a ponto de Herrera conciliar o cargo no clube e na própria seleção francesa: sob ele e com os craques Larbi Benbarek e István Nyers, o time chegou duas vezes seguida ao quinto lugar, nas temporadas 1946-47 e 1947-48, sofrendo então um desmanche.
Benbarek, considerado um dos maiores jogadores da década de 1940 prejudicado pela falta de Copas do Mundo FIFA no período e chamado de "Deus" pelo próprio Pelé, retomaria sucesso com Herrera no Atlético de Madrid. Outro personagem desse período a igualmente rumar à equipe espanhola pela mesma época foi o goleiro Marcel Domingo. Para a temporada 1948-49, o clube fundiu-se com o Red Star. A parceria denominada Stade Français Red Star durou até o rebaixamento na temporada 1950-51.
O retorno à primeira divisão foi imediato com o título da segunda divisão de 1951-52, mas o clube tornou a cair na de 1953-54. Voltou na de 1958-59 e sempre realizou campanhas ruins, embora pudesse participar em 1964 e em 1965 da Taça das Cidades com Feiras, precursora da atual Liga Europa da UEFA.[carece de fontes?] Como o nome indicava, contudo, a classificação levava em conta primeiramente a condição da cidade como sede de feira internacional e então a colocação de seus clubes na liga; como o Red Star estava ausente da elite e o Racing vivia situação pior na primeira divisão, o Stade Français pôde disputar o torneio, conseguindo duelos equilibrados nas eliminações para Juventus e Porto, respectivamente. Desses tempos, destacam-se Georges Carnus e Miloš Milutinović.
Em 1965, o clube chegou a alterar seu nome para Stade de Paris, retomando a denominação original outro ano depois, na temporada do rebaixamento em 1966-67. Problemas financeiros fizeram com que o clube precisasse retirar-se da segunda divisão de 1967-68 com o torneio já em andamento, extinguindo-se o departamento de futebol profissional da instituição - cuja equipe precisou recomeçar na quinta divisão na temporada 1968-69.
Houve um curto renascimento na virada da década de 1970 para a de 1980, período em que o Stade Français conseguiu acessos seguidos: da quinta divisão à quarta na de 1978-79, da quarta à terceira na de 1979-80 e da terceira à segunda na de 1980-81, reativando então o futebol profissional por quatro temporadas na Ligue 2. Contudo, não conseguiu manter a progressão, tendo no nono lugar da temporada 1983-84 a sua melhor colocação nesse retorno. Na temporada 1984-85, a equipe ficou em 13º, mas desativou por completo seu futebol competitivo ao fim da temporada. Uma equipe adulta só viria a ser retomada em 2009, para torneios distritais, voltando à inatividade em 2017.

### Títulos
- Campeonato Francês de Futebol (Era Amadora): 1928-29[carece de fontes?]
- Campeonato Francês de Futebol - Segunda Divisão: 1951-52[carece de fontes?]

## Rugby Union

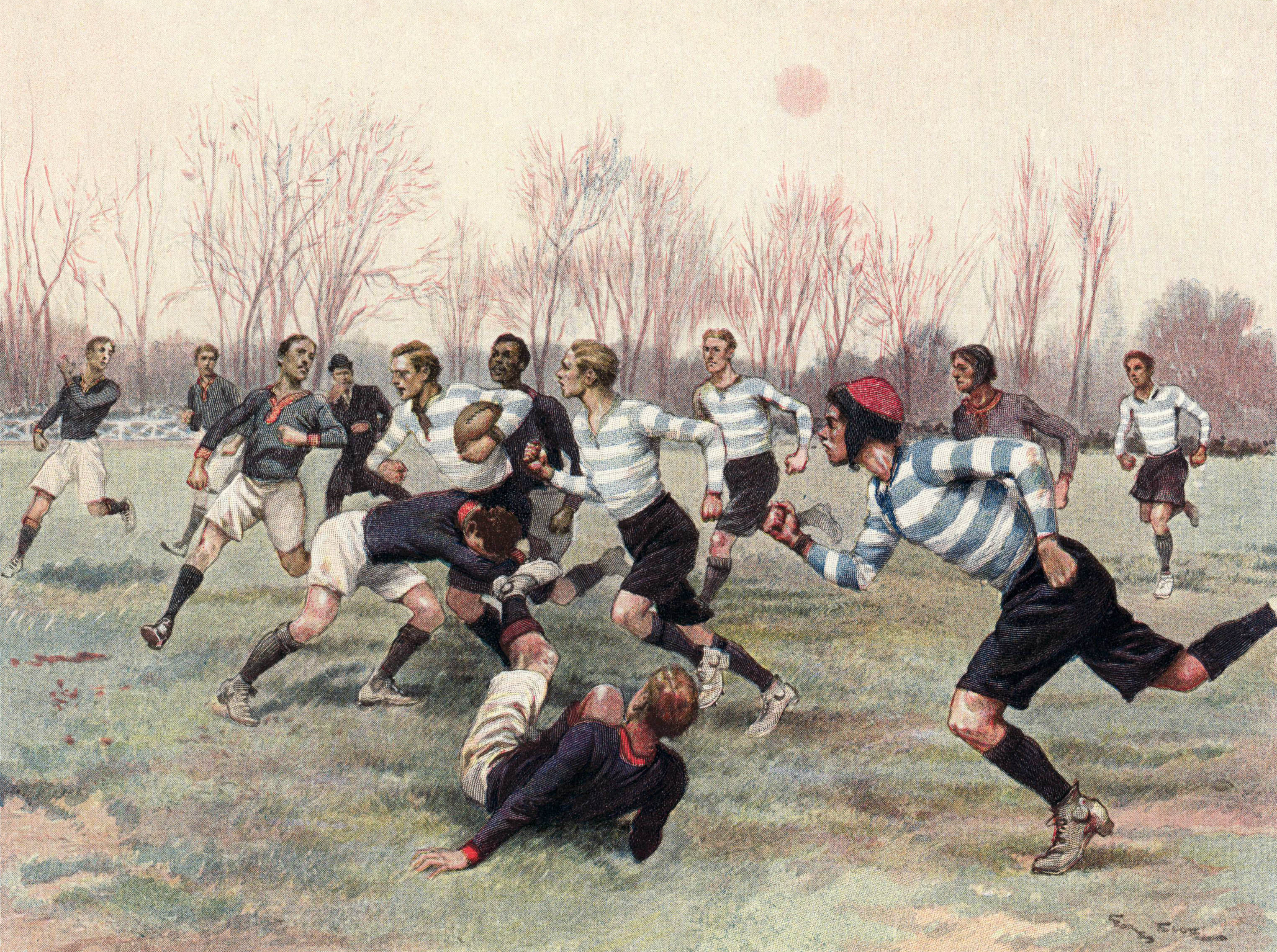
Pintura reproduzindo um clássico parisiense com o Racing, no rugby union.

O Stade Français é considerado um dos gigantes do rugby union francês, tendo alcançado uma série de títulos ao fim do século XIX (um dos jogadores da época era o brasileiro Paulo do Rio Branco, filho do Barão do Rio Branco). Todavia, passou quase todo o século seguinte em crise, chegando a estar na terceira divisão. Foi quando estava nela que foi adquirido por Max Guazzini, em 1990. A equipe renasceu, finalizando um jejum de 90 anos sem títulos na elite e tornando-se potência nacional e europeia.
Atualmente, possui treze títulos no Top 14, a elite do campeonato francês de rugby union. A equipe também é conhecida por estar ligada à indústria da moda; Guazzini, homossexual assumido, projetou a equipe na mídia com medidas que contrastaram com a imagem de rudeza e sobriedade deste esporte: os uniformes, anteriormente nas cores tradicionais azul e vermelho, tornaram-se rosas e, desenhados por estilistas, passaram a carregar estampas chamativas. O clube também começou a publicar anualmente calendários com nus artísticos de seus jogadores, chamado Les Dieux du Stade - "Os Deuses do Stade", em tradução que também pode significar "Os Deuses do estádio". As mudanças ajudaram a atrair um grande público feminino e LGBT para o time.

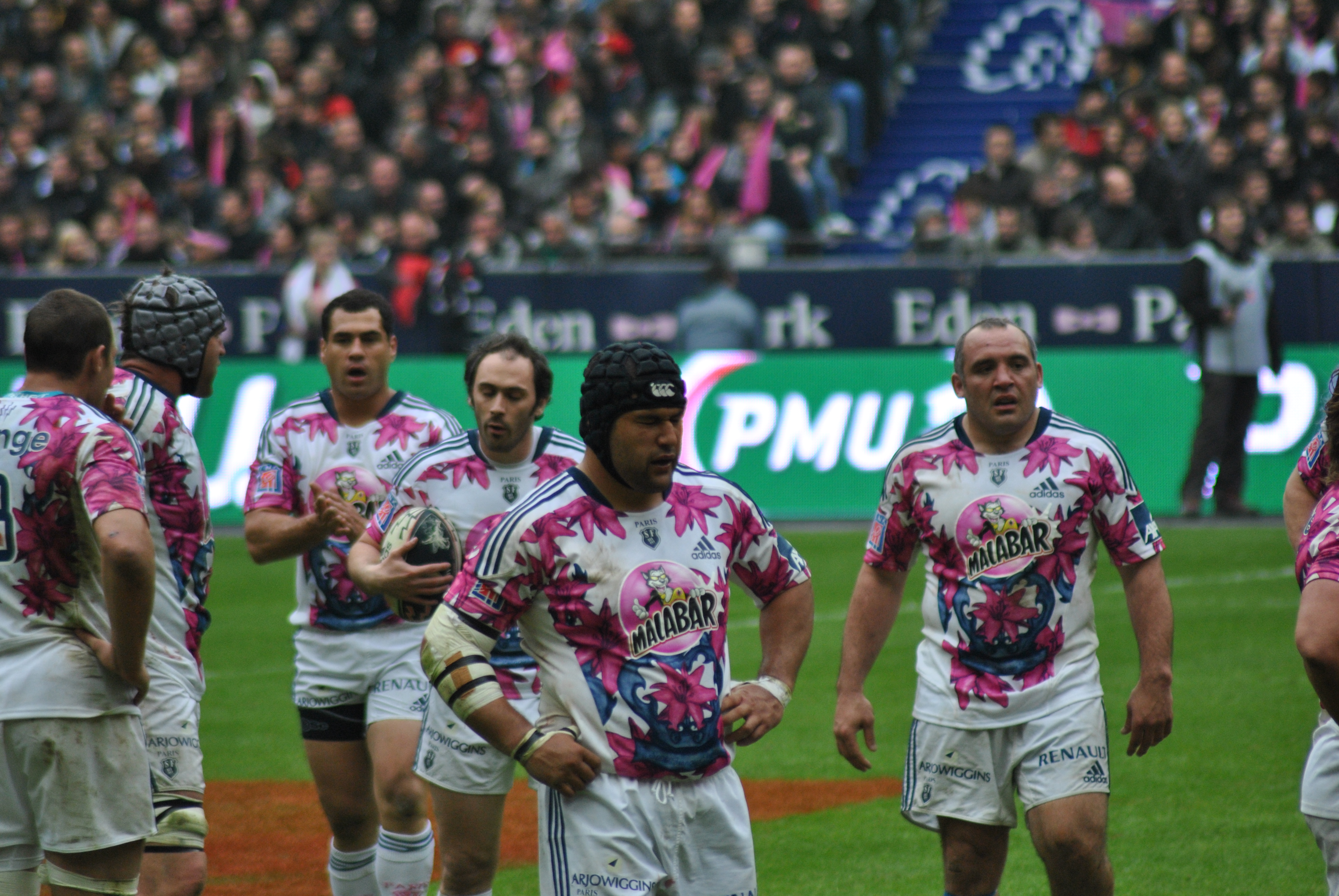
Jogadores do time de rugby union em jogo de 2012 contra o Stade Toulousain.

Seu rival é o Racing Métro, como é chamado o departamento de rugby union do Racing Club de France com quem também competia no futebol. Os dois clubes, apesar dos seguidos títulos franceses em 2015 (Stade) e em 2016 (Racing), chegaram a anunciar uma fusão em 2017 como solução a uma crise econômica conjunta, a desencadear até greve dos jogadores. A proposta, porém, foi imediatamente criticadíssima pelas duas torcidas rivais e logo abortada.

### Títulos

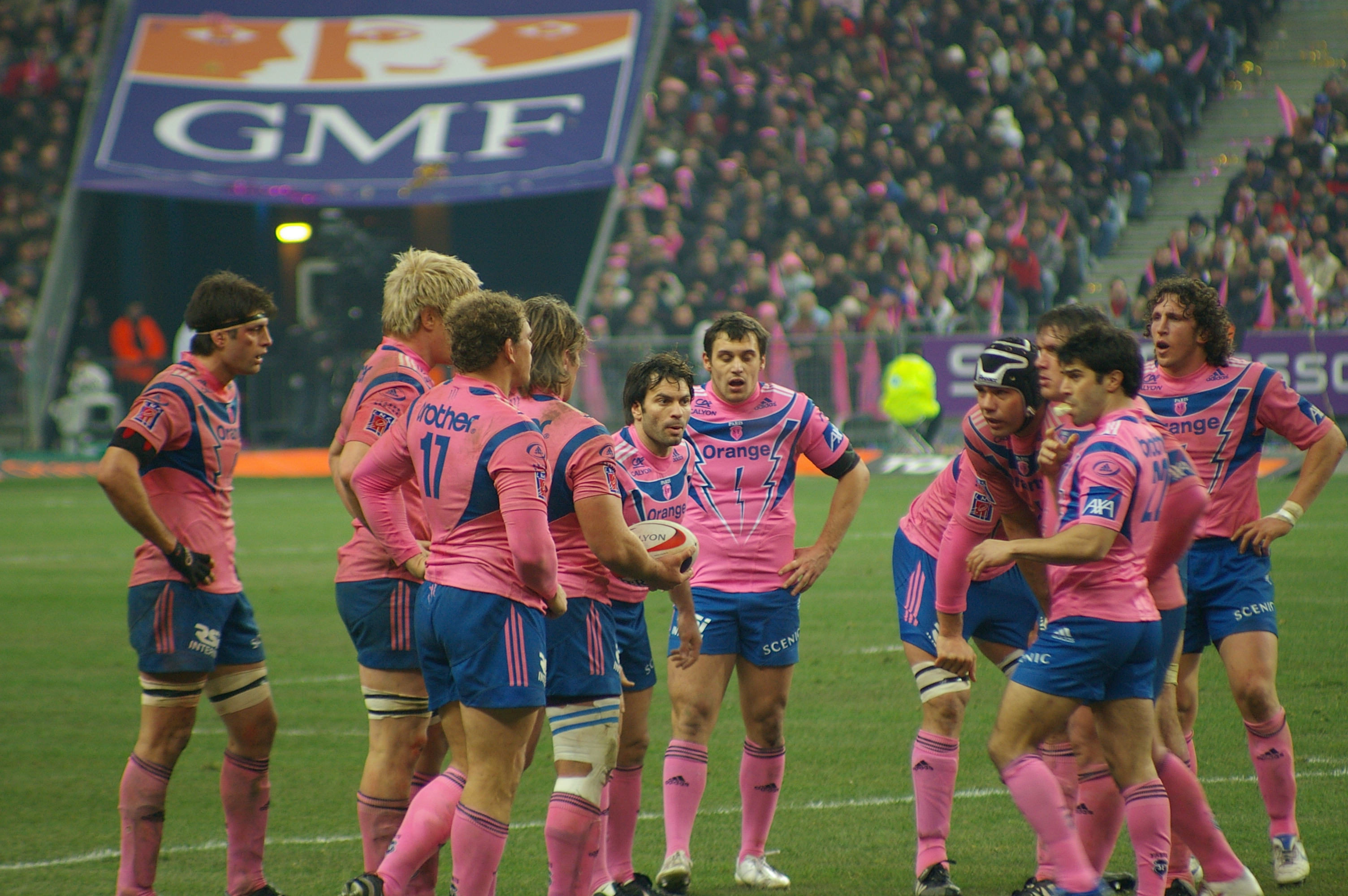
Jogadores de rugby union do Stade Français na vitoriosa temporada 2006-07.

- Campeonato Francês de Rugby - 1892-93, 1893-94, 1894-95, 1896-97, 1897-98, 1900-01, 1904-05, 1907-08, 1997-98, 1999-00, 2002-03, 2003-04, 2006-07, 2014-15 [14]
- Copa da França de Rugby - 1999 [14]